# Comuna Dracea, Teleorman
Dracea este o comună în județul Teleorman, Muntenia, România, formată din satele Dracea (reședința), Florica și Zlata. Cu o suprafață: 4273 hectare (310 hectare – intravilan; 3968 – extravilan), acest sat dispune de o zonă mare pentru plantație.

## Demografie
Componența etnică a comunei Dracea
     Români (86,98%)
     Alte etnii (0%)
     Necunoscută (13,02%)
Componența confesională a comunei Dracea
     Ortodocși (86,1%)
     Alte religii (0,44%)
     Necunoscută (13,46%)
Conform recensământului efectuat în 2021, populația comunei Dracea se ridică la 1.575 de locuitori, în creștere față de recensământul anterior din 2011, când fuseseră înregistrați 1.358 de locuitori. Majoritatea locuitorilor sunt români (86,98%), iar pentru 13,02% nu se cunoaște apartenența etnică. Din punct de vedere confesional, majoritatea locuitorilor sunt ortodocși (86,1%), iar pentru 13,46% nu se cunoaște apartenența confesională.

## Politică și administrație
Comuna Dracea este administrată de un primar și un consiliu local compus din 9 consilieri. Primarul, Cristian-Adrian Tismănaru[*], de la Partidul Național Liberal, este în funcție din 2016. Începând cu alegerile locale din 2024, consiliul local are următoarea componență pe partide politice:
|  | Partid                    | Consilieri | Componența Consiliului | Componența Consiliului | Componența Consiliului | Componența Consiliului | Componența Consiliului | Componența Consiliului | Componența Consiliului | Componența Consiliului |
|  | ------------------------- | ---------- | ---------------------- | ---------------------- | ---------------------- | ---------------------- | ---------------------- | ---------------------- | ---------------------- | ---------------------- |
|  | Partidul Național Liberal | 8          |                        |                        |                        |                        |                        |                        |                        |                        |
|  | Partidul Social Democrat  | 1          |                        |                        |                        |                        |                        |                        |                        |                        |

## Istorie
La sfârșitul secolului al XIX-lea, comuna făcea parte din plasa Călmățuiul al județului Teleorman și era alcătuit din satele Dracea, Florica și Zlata, cu o populație de 1890 de locuitori. În comună exista o școală mixtă cu 28 elevi și două biserici.
Anuarul Socec din 1925 consemnează comuna în plasa Turnu-Măgurele a aceluiași județ și cu o populație de 3300 de locuitori. Satele Florica și Zlata s-au separat de două ori, de comuna Dracea, în perioada 1924-1932, dar și între anii 1934-1950, și alcătuiau împreună comuna Florica. În anul 1950, comuna Florica a fost desființată iar cele două sate, Florica și Zlata au fost transferate din nou comunei Dracea. În același an, comuna a trecut în administrația raionului Turnu Măgurele al regiunii Teleorman, raion care, doi ani mai târziu, a fost inclus în regiunea București. 
În 1968, comuna a trecut la județul Teleorman, dar a fost desființată imediat, iar satele ei au trecut la comuna Crângu. Comuna a fost reînființată în 2004, în structura actuală.

## Legendele localității

### Legenda satului Dracea
Satul Dracea se numea în vechime Sichir. Prima atestare documentară a localității datează din anii 1512-1513, noua denumire a localității Dracea, fiind atestată în anul 1740, în "Lista satelor", din timpul domniei lui Constantin Mavrocordat, numele provenind la armașul Drăcea Golescu, un boier care domnea asupra acelor sate) și care a luptat pe vremea domnitorului Mihai Viteazul, câștigând bătălii importante pe valea Călmățuiului (fiind cunoscută astăzi sub denumirea de Satu Nou).

### Legenda satului Florica
Satul Florica s-a format în anul 1899, în urma împroprietării însurățeilor pe moșia Nenciulești-Bogdana, denumirea provenind de la numele unei fiice a inginerului Bilciurescu, care a măsurat terenul la împroprietărire. 

### Legenda satului Zlata
După legendele bătrânilor, satul Zlata ar fi existat încă din vremuri străbune, neapărând în nicio atestare documentară datorită numărului redus de gospodării, iar denumirea ar proveni de la proprietatea unei mori de pe râul Călmățui.

## Activități economice
Oamenii din aceasta zonă se ocupă cu agricultura (grâu, porumb, orz, secară, floarea-soarelui, rapiță, sfeclă de zahăr), creșterea animalelor (în 2003, erau crescute 1500 ovine și 430 bovine), morărit, panificație, apicultură.

## Monumente istorice
Patru monumente istorice se găsesc în comuna Dracea, printre care moara din Dracea, datând din anul 1930, Biserica "Sfântul Nicolae", datând din anul 1881, primăria datând din anul 1931 și biblioteca comunei datând din anul 1968.

## Instituții
1. Grădinița
2. Școala primară
3. Școala gimnazială
4. Dispensar
5. Farmacie
6. Postul de Poliție Dracea, inaugurat în 2004
7. Stadion de fotbal
8. Parcurile și spațiile de joacă din satul Dracea.
9. Căminul cultural din satul Florica